# Kipinän hetki
Kipinän hetki è un singolo del cantante finlandese Robin con il rapper finlandese Elastinen, pubblicato il 17 aprile 2015.

## Descrizione
Il brano è entrato nelle classifiche finlandesi nella 17ª settimana del 2015 raggiungendo la prima posizione nella classifica dei brani più scaricati.
Dal brano è stato girato un videoclip, pubblicato sull'account Vevo di YouTube del cantante.

## Tracce
1. Kipinän hetki (feat. Elastinen) – 3:45

## Classifiche
| Classifica (2015)    | Posizione massima |
| -------------------- | ----------------- |
| Finlandia            | 3                 |
| Finlandia (download) | 1                 |
| Finlandia (radio)    | 8                 |